# 黄州府
黄州府，元朝末年设置的府。

黄州府在湖北省的位置（1820年）

元朝至正二十四年（1364年），朱元璋改黄州路置，治所在黄冈县（今湖北省黄冈市）。属湖广行省。辖境约当今湖北省长江以北、京汉铁路以东地区。清朝时，属湖北省，下辖黄冈县（辖区为今黄州区、团风县和武汉市新洲区）、黄安县（今红安县）、麻城县（今麻城市）、罗田县（今罗田县）、蕲水县（今浠水县）、广济县（今武穴市）、黄梅县（今黄梅县）和蕲州（今蕲春县）。1912年废。

## 历任知府

### 明朝

#### 洪武年间
- 陶安，当涂人
- 蔡遷
- 李仁，唐县人
- 石磷
- 葉宗，永嘉進士
- 何晚齡，由同知升任

#### 永樂年间
- 滕霄，汝州歲贡
- 盛璞，宣城监生

#### 正统年间
- 钱敏，舒城进士
- 余清，巴县人

#### 景泰、天顺年间
- 杨珏，臨海進士
- 陈旺，宣城贡生

#### 成化年间
- 俞浩
- 畢大金
- 王霁，上海進士
- 杨瑛，长洲人
- 謝恭，休宁人

#### 弘治年间
- 劉肅，嘉定进士，成化二十三年-弘治六年
- 林表，弘治六年-弘治十年
- 盧濬，天台進士

#### 正德年间
- 胡錠，长垣进士
- 曹廉，安定进士
- 余貴，綿州舉人
- 鄭信，山東進士

#### 嘉靖年间
- 劉友仁，福建进士
- 杨最，射洪进士
- 吴淮，镇江进士
- 吴世良，博平进士
- 應天桂，仙居进士
- 熊汲，南昌进士
- 任轍，巴县进士
- 黄谨容，莆田进士
- 郭鳳儀，祥符进士
- 商廷试，会稽进士
- 孫渭，闽县进士
- 應明德，临海进士
- 張嘉孚，巩昌进士
- 黄襄，南安进士

#### 隆慶年间
- 孫光祖，慈溪进士

#### 萬曆年间
- 潘允哲，上海進士
- 鄒迪光，无锡进士
- 陶克大
- 杨守仁，漳浦进士
- 范可奇，会稽进士
- 瞿汝稷，常熟廕生
- 李继周，南昌进士
- 劉克勤，新繁进士
- 王世德，永康进士
- 胡芳桂，巴县进士
- 馬人龍，太湖进士

#### 天啓年间
- 吴叔度，桐城进士
- 胡维霖，新昌进士
- 秦時懋，容县进士
- 林肇開，晋江进士
- 颜顾行
- 祝萬齡，咸宁进士

#### 崇祯年间
- 杨通宇，贵州举人
- 史缵烈，金坛进士
- 許文岐，仁和进士
- 龔震英，江西进士
- 周大启，长洲进士

## 延伸阅读
[在维基数据编辑]
 《欽定古今圖書集成·方輿彙編·職方典·黃州府部》，出自陈梦雷《古今圖書集成》